# 錫爾伯湖 (布爾巴赫)
50°42′53.28″N 8°2′33.72″E / 50.7148000°N 8.0427000°E

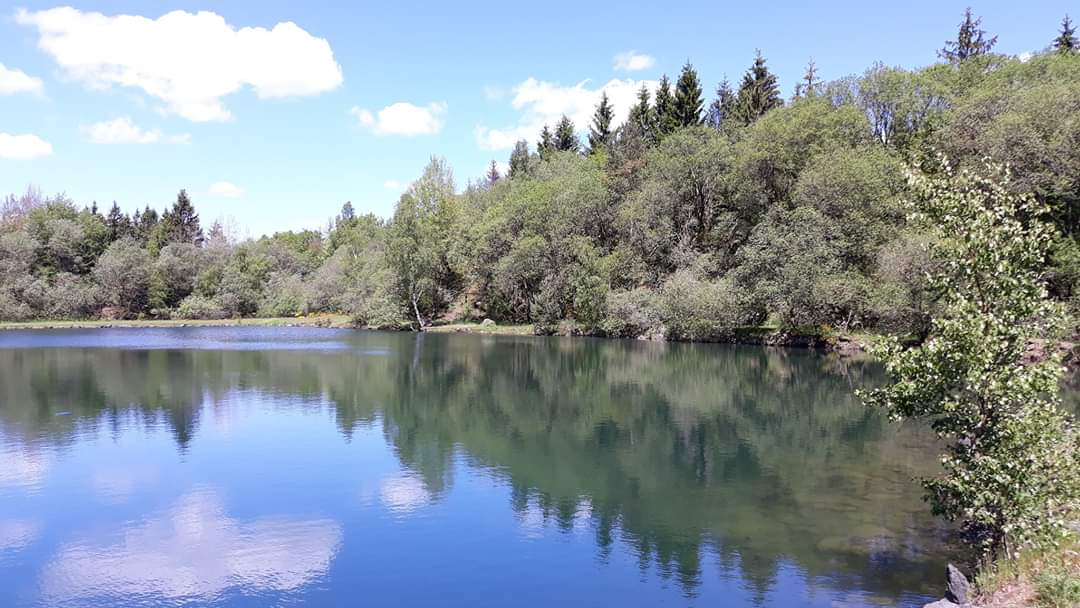

錫爾伯湖（德語：Silbersee），是德國的湖泊，位於該國西南部，由萊茵蘭-普法爾茨州負責管轄，長0.1公里、寬0.1公里，海拔高度589米，湖岸線長度0.4公里，最大水深43米。